# Bodo-Knut Jüngst
Bodo-Knut Jüngst (* 26. Januar 1935 in Waiblingen; † 6. August 2017 in Mainz) war ein deutscher Kinderarzt und Sportmediziner.

## Leben
Jüngst studierte ab 1953 in Jena und später in Heidelberg Medizin. 1959 wurde er in Heidelberg zum Dr. med. promoviert. Nach der Tätigkeit als Assistenzarzt, war Jüngst ab 1962 wissenschaftlicher Assistent an der Universitätskinderklinik Mainz. 1965 war er beteiligt, als die erste Intensivstation für Kinder in Deutschland eingerichtet worden ist. Nachdem er 1966 zum Facharzt für Kinderheilkunde ernannt wurde, habilitierte er 1971 in Medizin mit der Venia legendi für Kinderheilkunde. Ab 1972 war er Oberarzt und außerplanmäßiger Professor für Kinderheilkunde an der Kinderklinik des Universitätsklinikums Mainz. 
Jüngst war Mitglied der Landsmannschaft Zaringia Heidelberg.

## Ehrungen
- 2004: Ehrendoktorwürde der Johannes Gutenberg-Universität Mainz

## Schriften
- Die Entwicklung der Anaesthesie bei gynaekologischen Laparotomien in den letzten sieben Jahren, 1951-1957, an der Heidelberger Universitäts-Frauenklinik. Dissertationsschrift, Heidelberg 1959
- Medizinisches Rechnen für Krankepflegeberufe. Thieme, Stuttgart 1982, ISBN 3-13-620901-X
- mit Aloys Berg und Karl Traenckner: Prävention und Rehabilitation im Kindes- und Jugendalter. Wissenschaftliche Verlagsgesellschaft, Stuttgart 1997, ISBN 3-8047-1481-1
- mit Helge Hebestreit et al.: Kinder- und Jugendsportmedizin. Thieme, Stuttgart 2002, ISBN 3-13-126391-1